# المتحف الأسود (ما وراء الطبيعة)
المتحف الأسود هو العدد الستون من سلسلة روايات الرعب المصرية ما وراء الطبيعة، من تأليف الكاتب المصري أحمد خالد توفيق. صدرت الرواية عام 2006  تتمحور الرواية حول مغامرة جديدة للدكتور رفعت إسماعيل، بطل السلسلة، داخل متحف غامض يحمل اسم "المتحف الأسود"، حيث يواجه سلسلة من القصص المرعبة المرتبطة بقطع أثرية غريبة.

## ملخص الرواية
تبدأ الرواية عندما يتلقى رفعت إسماعيل، الطبيب المتقاعد، دعوة غامضة من شخص يُدعى مازن أبو سيف لزيارة متحف خاص في مدينة الإسكندرية يُعرف باسم "المتحف الأسود". الدعوة تأتي عبر خطاب مكتوب بأسلوب رسمي ومثير للفضول، مما يجعل رفعت، رغم تردده المعتاد وشخصيته المتشككة، يقرر خوض التجربة مدفوعًا بفضوله اللا نهائي.
عند وصوله إلى المتحف، يجد رفعت نفسه في مبنى قديم ذي أجواء قوطية تخلق شعورًا بالرهبة. يستقبله مازن، وهو رجل أنيق لكنه يحمل هالة غامضة تجمع بين الجاذبية والغرابة. يبدأ مازن بإرشاد رفعت عبر المتحف، الذي يتكون من سلسلة من الواجهات الزجاجية، كل منها يحتوي على قطعة أثرية غريبة مرتبطة بحكاية مستقلة. القطع تشمل أشياء مثل يد بشرية محنطة، عين زجاجية، رأس محفوظة في الفورمالين، وغيرها من الأغراض التي تبدو وكأنها تحمل لعنات أو أسرارًا مظلمة.
كل واجهة زجاجية تُروى من خلالها قصة قصيرة، مما يجعل الرواية تشبه إلى حد ما مجموعة قصصية داخل إطار سردي واحد. من أبرز الحكايات:
- حكاية اليد المحنطة: تتعلق بشخصية من ترانسلفانيا، حيث تُروى قصة كونت أو نبيل محلي يُعتقد أنه كان متورطًا في طقوس دموية. اليد نفسها تبدو وكأنها تحمل ذكرى أحداث عنيفة، وربما تكون ملعونة.
- حكاية العين الزجاجية: تدور حول ساحر أو مشعوذ استخدم العين كجزء من طقوس السحر الأسود. القصة تأخذ طابعًا نفسيًا، حيث تُظهر كيف يمكن للأشياء العادية أن تتحول إلى مصادر رعب عندما تُربط بحدث مأساوي.
- حكاية الرأس المحفوظة: تتناول شخصية تاريخية مستوحاة من أساطير مثل راسبوتين، مع إشارات إلى التنجيم والتنبؤ بالمستقبل. القصة تلعب على فكرة الخوف من الموت ومحاولة الاحتفاظ بالحياة بطرق غير طبيعية

وحكايات أخرى تتضمن أشياء مثل خاتم قديم أو مرآة غامضة، كل منها ينقل القارئ إلى عالم مختلف، من أجواء القرون الوسطى إلى حكايات حديثة نسبيًا تحمل طابع الرعب الواقعي. 
ومع تقدم في المتحف ، يبدأ رفعت يشعر بعدم الارتياح، ليس فقط بسبب القصص المرعبة، بل بسبب تصرفات مازن الغريبة التي تشير إلى أن المتحف قد لا يكون مجرد مكان لعرض القطع الأثرية. تبدأ الخطوط بين الواقع والخيال في التشوش، حيث يتساءل رفعت عما إذا كانت القصص حقيقية أم مجرد خدع لإثارة الزوار. في الوقت نفسه، يبدأ في ملاحظة تفاصيل غريبة في المتحف، مثل أصوات خافتة، ظلال تتحرك، أو حتى إحساسه بأنه مراقب.
تصل الأحداث إلى ذروتها عندما يكتشف رفعت أن هناك واجهة زجاجية فارغة، يُلمح مازن إلى أنها مخصصة لـ"قطعة أثرية جديدة". هذا التلميح يثير ذعر رفعت، الذي يبدأ يتساءل عما إذا كان هو نفسه جزءًا من خطة مازن الغامضة. تنتهي الرواية بنهاية مفتوحة، حيث يهرب رفعت من المتحف لكنه يبقى متأثرًا نفسيًا بالتجربة، متسائلًا عن حقيقة ما رآه وما إذا كان المتحف الأسود مجرد خدعة أم بوابة إلى عالم آخر.